# Рорвахер, Аличе
Аличе Рорвахер (вариант передачи фамилии — Рорвакер, итал. Alice Rohrwacher, род. 29 декабря 1981, Фьезоле, Тоскана) — итальянский кинорежиссёр, монтажёр и сценаристка. Дебютировала в режиссуре с фильмом «Небесное тело» (2011). Известна своими работами: «Чудеса» (2014), удостоенный Гран-при Каннского кинофестиваля; «Счастливый Лазарь» (2018), где она также выступила сценаристом, получивший приз Каннского кинофестиваля за лучший сценарий; и «Химера» (2023). Её короткометражный фильм «Ученицы» (2022) был номинирован на премию «Оскар» за лучший игровой короткометражный фильм.

## Биография
Аличе родилась в Фьезоле, Тоскана, в семье итальянки и немца. В юности жила в деревне Кастель-Джорджо, Умбрия, где родилась её мать, а отец, Райнхард, работал пчеловодом. Её старшая сестра — Альба Рорвахер, итальянская актриса. После изучения классической литературы в Туринском университете, она специализировалась на сценарном мастерстве в школе Холдена в Турине.

## Карьера
Её первый опыт в кинопроизводстве был получен в 2006 году, когда она сняла одну из частей итальянского документального фильма Checosamanca.
В 2011 году она сняла свой первый полнометражный фильм «Небесное тело», премьера которого состоялась в рамках «Двухнедельника режиссёров» на Каннском кинофестивале 2011 года и получила признание критиков.
Её второй полнометражный фильм, «Чудеса», получил Гран-при на Каннском кинофестивале 2014 года. Также в 2014 году Рорвахер была назначена председателем международного жюри премии «Луиджи Де Лаурентис» за дебютный фильм на 71-м Венецианском международном кинофестивале.
В 2017 году она объявила о съёмках своей третьей работы, «Счастливый Лазарь»; главные роли в фильме исполнили Сержи Лопес и сестра Рорвахер, Альба Рорвахер. Премьера фильма состоялась на Каннском кинофестивале 2018 года, где он получил приз за лучший сценарий, написанный Рорвахер. В декабре того же года фильм был выпущен на Netflix.
В июне 2018 года Рорвахер была приглашена стать членом Академии кинематографических искусств и наук.
Рорвахер была приглашена в состав жюри Каннского кинофестиваля 2019 года. В 2023 году она была номинирована вместе с Альфонсо Куароном на премию «Оскар» за лучший игровой короткометражный фильм за их короткометражку «Ученицы» (2022); награду получил фильм «Ирландское прощание».
Её полнометражный фильм «Химера» (2023) с Джошем О’Коннором и Изабеллой Росселлини в главных ролях был представлен на Каннском кинофестивале 2023 года. Фильм был отобран для участия в конкурсе на соискание Золотой пальмовой ветви.
В 2024 году Рорвахер совместно с JR сняла короткометражный фильм «Городская аллегория», мировая премьера которого состоится вне конкурса на 81-м Венецианском международном кинофестивале.

## Фильмография
| Год  | Название            | Режиссёр | Сценарист | Примечания             |
| 2006 | Checosamanca        | Да       | Нет       | Документальный фильм   |
| 2011 | Небесное тело       | Да       | Да        | Художественный фильм   |
| 2014 | Чудеса              | Да       | Да        | Художественный фильм   |
| 2014 | 9x10 новинка        | Да       | Да        | Документальный фильм   |
| 2015 | Де Джесс            | Да       | Да        | Короткометражный фильм |
| 2018 | Счастливый Лазарь   | Да       | Да        | Художественный фильм   |
| 2021 | Футура              | Да       | Нет       | Документальный фильм   |
| 2022 | Ученицы             | Да       | Да        | Короткометражный фильм |
| 2023 | Химера              | Да       | Да        | Художественный фильм   |
| 2024 | Городская аллегория | Да       | —         | Короткометражный фильм |